# ロードレース (3輪車)
3輪車におけるロードレース (road race) とは、主に舗装された道路を3輪車で走り、ゴールの順番や所要時間を争う競技である。走る距離は最低でも数km、長いレースでは1日で数十km以上走る場合も多い。基本的には個人競技であるが、耐久レース等では、複数人のメンバーが役割を分担して走る為、殆どの場合、団体競技の様相を呈するのが特徴である。
海外では馴染みが薄いレースであり、日本ではアマチュア競技であるが、世界GPと銘打ったレースが年間を通して開催されたり、一般参加者を底辺に人気を誇るスポーツである。

## 概要
競技のクラス分けは、以下の様に分類されている。
- 市販車無改造部門（ファミリークラス）
- 競技専用車部門（レーシングクラス）

## 特色
一般参加者が、競技人口の大半を占めている為、個人戦より団体戦の割合が大きい。
世界GPと銘打っているが、スプリントレースよりも、耐久レースの比率が高い。
現在は、富士スピードウェイを会場とした3輪車GPが、年間数戦程開催されている。